# Степанюк, Алеся Михайловна
Але́ся Миха́йловна Степаню́к (род. 23 июня 1985 года, Смоленск, СССР) — российская дзюдоистка-паралимпиец, выступающая в весовой категории до 52 килограмм, бронзовый призёр Паралимпийских игр. Заслуженный мастер спорта России среди спортсменов с нарушением зрения.

## Награды
- Медаль ордена «За заслуги перед Отечеством» II степени (30 сентября 2009 года) — за большой вклад в развитие физической культуры и спорта, высокие спортивные достижения на XIII Паралимпийских летних играх 2008 года в городе Пекине (Китай).[1]
- Заслуженный мастер спорта России (2008).